# Nedre Metartjärnen
Nedre Metartjärnen är en sjö i Storumans kommun i Lappland och ingår i Umeälvens huvudavrinningsområde. Sjön har en area på 0,0541 kvadratkilometer och ligger 579,5 meter över havet.

## Delavrinningsområde
Nedre Metartjärnen ingår i det delavrinningsområde (729418-145701) som SMHI kallar för Inloppet i Nedre Jovattnet. Medelhöjden är 572 meter över havet och ytan är 24,58 kvadratkilometer. Räknas de 14 avrinningsområdena uppströms in blir den ackumulerade arean 206,93 kvadratkilometer. Jovattsån (Autjejukke) som avvattnar avrinningsområdet har biflödesordning 2, vilket innebär att vattnet flödar genom totalt 2 vattendrag innan det når havet efter 397 kilometer. Avrinningsområdet består mestadels av skog (80 procent) och sankmarker (11 procent). Avrinningsområdet har 0,2 kvadratkilometer vattenytor vilket ger det en sjöprocent på 0,8 procent.